# Alexandre Picard (Eishockeyspieler, Juli 1985)
Alexandre Remi Picard (* 5. Juli 1985 in Gatineau, Québec) ist ein ehemaliger kanadischer Eishockeyspieler und derzeitiger -scout, der im Verlauf seiner aktiven Karriere zwischen 2001 und 2019 unter anderem 253 Spiele für die Canadiens de Montréal, Carolina Hurricanes, Ottawa Senators und Philadelphia Flyers in der National Hockey League (NHL) auf der Position des Verteidigers bestritten hat. Zudem absolvierte Picard weitere 149 Partien für den ERC Ingolstadt und die Düsseldorfer EG in der Deutschen Eishockey Liga (DEL).

## Karriere

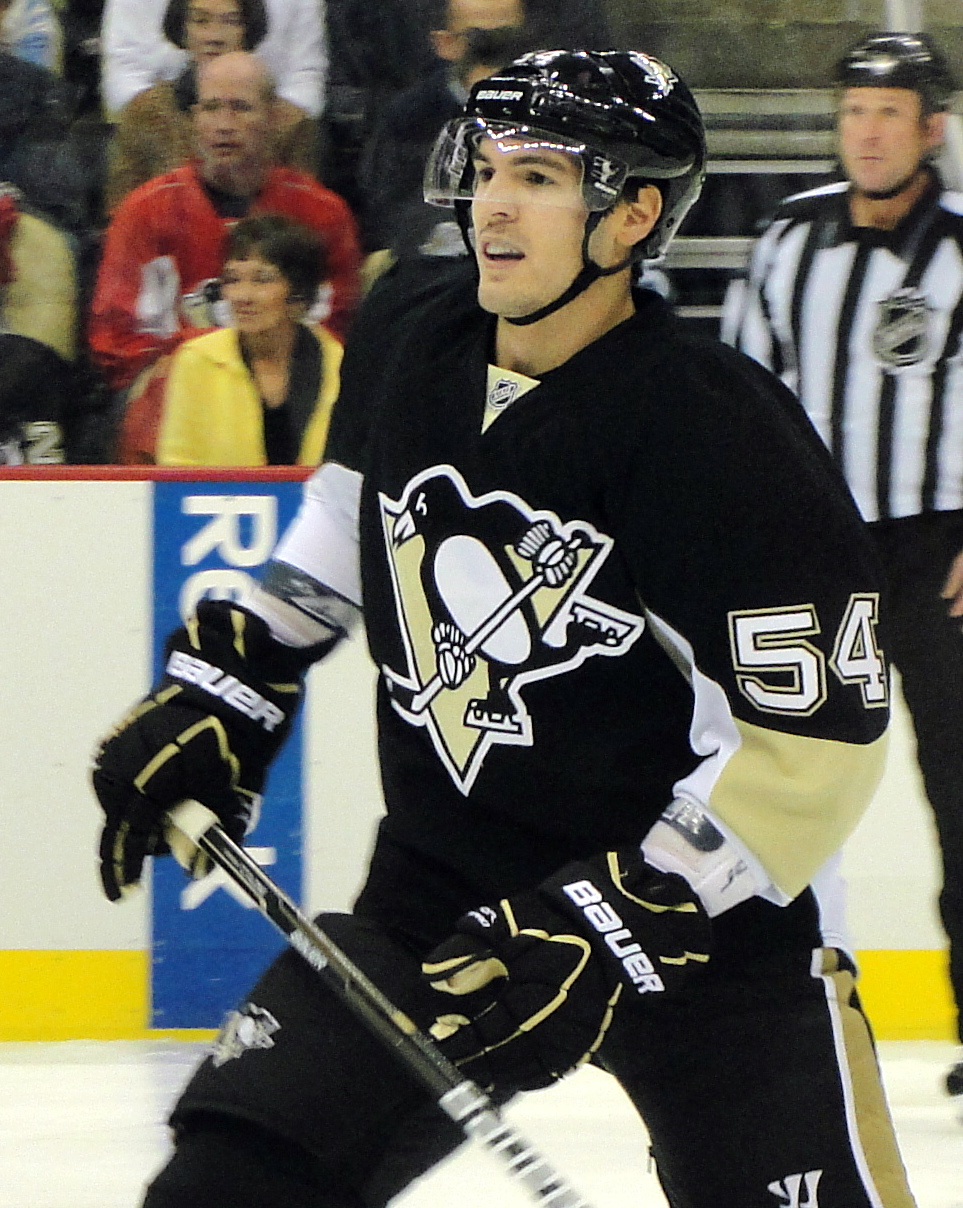
Picard im Trikot der Pittsburgh Penguins (2011)

Alexandre Picard begann seine Karriere als Eishockeyspieler in der Ligue de hockey junior majeur du Québec (LHJMQ), in der er von 2001 bis 2005 für die Halifax Mooseheads und Cape Breton Screaming Eagles aktiv war. In dieser Zeit wurde er im NHL Entry Draft 2003 in der dritten Runde als insgesamt 85. Spieler von den Philadelphia Flyers ausgewählt, für die er in der Saison 2005/06 sein Debüt in der National Hockey League (NHL) gab.
Nach zweieinhalb Jahren bei den Flyers, in denen Picard auch regelmäßig für deren Farmteam aus der American Hockey League (AHL), die Philadelphia Phantoms, spielte, wurde er am 25. Februar 2008 zu den Tampa Bay Lightning transferiert. Für die Lightning erzielte er bis zum Saisonende in 20 Spielen insgesamt sechs Scorerpunkte, darunter drei Tore. Vor der Saison 2008/09 erhielt der Kanadier einen Vertrag bei den Ottawa Senators. Im Februar 2010 wurde er in einem Tauschgeschäft an die Carolina Hurricanes abgegeben, für die Picard neun Spiele absolvierte, ehe er im Juli 2010 als Free Agent einen Vertrag bei den Canadiens de Montréal unterschrieb. Am 5. Juli 2011 erhielt Picard einen Zweiwegevertrag für ein Jahr bei den Pittsburgh Penguins und kam in der Folge meist bei den Wilkes-Barre/Scranton Penguins in der AHL zum Einsatz, wo er zudem Assistenzkapitän war.
Ab Juli 2012 stand Picard beim HC Lev Prag aus der Kontinentalen Hockey-Liga (KHL) unter Vertrag, ehe dieser im Dezember desselben Jahres aufgelöst wurde. Über Österreich und einen Probevertrag in der Schweiz kam der Abwehrspieler zum ERC Ingolstadt, mit dem er am Ende der Saison 2014/15 die Vizemeisterschaft holte. Von 2015 bis 2017 war Picard für Fribourg-Gottéron in der Schweizer National League A (NLA) aktiv. Im Dezember 2015 gewann er mit der kanadischen Auswahl den traditionsreichen Spengler Cup. Im April 2017 wurde seine Rückkehr nach Deutschland bekannt, als er zur Düsseldorfer EG wechselte. Nach zwei Jahren bei der DEG beendete er seine Karriere im April 2019. Dort beendete er im Sommer 2019 im Alter von 34 Jahren seine aktive Karriere. Anschließend wurde er als Scout von den Voltigeurs de Drummondville aus der LHJMQ angestellt.

## Erfolge und Auszeichnungen
| - 2003 Teilnahme am CHL Top Prospects Game - 2005 LHJMQ Second All-Star Team - 2005 Calder-Cup-Gewinn mit den Philadelphia Phantoms | - 2008 Teilnahme am AHL All-Star Classic - 2015 Deutscher Vizemeister mit dem ERC Ingolstadt - 2015 Spengler-Cup-Gewinn mit dem Team Canada |

## Karrierestatistik
(Legende zur Spielerstatistik: Sp oder GP = absolvierte Spiele; T oder G = erzielte Tore; V oder A = erzielte Assists; Pkt oder Pts = erzielte Scorerpunkte; SM oder PIM = erhaltene Strafminuten; +/− = Plus/Minus-Bilanz; PP = erzielte Überzahltore; SH = erzielte Unterzahltore; GW = erzielte Siegtore; 1 Play-downs/Relegation; Kursiv: Statistik nicht vollständig)